# Skönsmons kyrka
Skönsmons kyrka är en kyrkobyggnad i stadsdelen Skönsmon i Sundsvall. Den är församlingskyrka i Sundsvalls församling i Härnösands stift. Skönsmons gamla kyrkogård ligger cirka 300 meter väster om kyrkan. En nyare kyrkogård, invigd på 1980-talet, ligger cirka 700 m söder om kyrkan, på Södra Stadsbergets sluttning.

## Kyrkobyggnaden
Kyrkan uppfördes av gult tegel i nygotisk spetsbågestil. 6 oktober 1889 invigdes kyrkan av biskop Martin Johansson. Arkitekt var professor Isak Gustaf Clason. Kyrkan består av långhus med smalare femsidigt kor i öster. Vid långhusets västra kortsida finns kyrktornet med ingång.

## Inventarier
- Dopfunten av granit är huggen av stenhuggare Berg i Örnsköldsvik.
- En malmkrona från 1700-talet hörde tidigare till Sköns sockenkyrka.

Orgel
1890 byggdes en orgel med 12 stämmor fördelade på två manualer och särskild pedal av E. A. Setterquist & Son, Örebro. Blev avsynad slutet av augusti 1890 av musikdirektörerna Gotthelf Frithiof Amadeus Ruthström vid Sundsvalls Allmänna läroverk och organist Anders Gustaf Eriksson i Sundsvall. Orgeln invigdes söndagen 31 augusti 1890. Även fasaden fick lovord. Orgeln var skänkt till kyrkan. Den nuvarande orgeln byggdes 1955 av A. Mårtenssons Orgelfabrik AB. Den byggdes om och omintonerades 1982 av J. Menzel Orgelbyggeri AB. 3 fria kombinationer. 2 fasta kombinationer: Forte, Tutti. Automatisk pedalväxling. Rullsvällare
| Man I. Huvudverk C-a3 | Man II.Svällverk C-a3 | Pedal C-f1   | Koppel |
| --------------------- | --------------------- | ------------ | ------ |
| Borduna 16'           | Rörflöjt 8'           | Subbas 16'   | II/I   |
| Principal 8'          | Salicional 8'         | Ekobas 16'   | II/P   |
| Borduna 8'            | Principal 4'          | Oktavbas 8'  | I/P    |
| Gamba 8'              | Gemshorn 4'           | Gedackt 8'   |        |
| Oktava 4'             | Blockflöjt 2'         | Koralbas 4'  |        |
| Flöjt 4'              | Ters 1 3/5'           | Nachthorn 2' |        |
| Kvinta 2 2/3'         | Spetsquint 1 1/3'     | Mixtur IV    |        |
| Oktava 2'             | Scharf III            | Fagott 16'   |        |
| Mixtur 5 chor         | Oboe 8'               |              |        |
| Trumpet 8'            | Tremulant             |              |        |

### Webbkällor
- byggnadspresentation
- Svenska kyrkan i Sundsvall
- Vigselguiden